# Tiny Toon Adventures: ACME All-Stars
Tiny Toon Adventures: ACME All-Stars es un videojuego de 1994 desarrollado y publicado por Konami para Mega Drive. Fue el segundo título basado en Tiny Toon Adventures que se publicó para dicha consola.

## Sinopsis
Muy similar a un par de aventuras de unos de los juegos de Tiny Toons lanzados tanto en el Super NES y Game Boy. ACME All-Stars es un título deportivo que permite al jugador hacer un equipo de varios personajes icónicos de la serie, que incluyen a Buster Bunny, Babsy Bunny, el Pato Plucky, Hamton J. Cerdo, Montana Max, Elvira Duff, Shirley McLoon, Peluso, Fifi La Fume, Dizzy Terremoto, Coyote Calamidad y Beep Beep. Los jugadores pueden elegir entre el baloncesto o el fútbol, e incluso pueden elegir el ajuste. Hay otros acontecimientos de jugadores que pueden participar en la inclusión de carreras de obstáculos, juego de bolos, y ataques a Monty, que era esencialmente una versión de Whack-A-Mole. En este juego la mayoría de los personajes son jugables.